# Fluidra
Fluidra, S.A. (FDR: SM) es una compañía de equipamiento y soluciones conectadas para piscinas y wellness. Actualmente forma parte del IBEX 35, índice de referencia de la Bolsa española, y forma parte del índice de sostenibilidad FTSE4GOOD y la calificación CDP (Carbon Dis-closure Project).

## Historia
Fluidra fue fundada en 1969 en Barcelona, España por cuatro familias (Planes, Serra, Corbera y Garrigós) creando la primera compañía Astral Construcciones Metálicas. A lo largo de los años, Fluidra se ha convertido en una empresa internacional con alrededor de 6.000 empleados que trabajan en los centros de producción y delegaciones comerciales ubicados en más de 45 países en Europa, Norteamérica, Australia, Asia y África.
El presidente ejecutivo es Eloi Planes  y tiene su sede en San Cugat del Vallés (Barcelona).
La compañía empezó a cotizar en bolsa en 2007.
En noviembre de 2017 Fluidra anunció su fusión con la empresa Zodiac, que completaría en julio de 2018.
A cierre de 2020, la facturación de Fluidra fue de 1.488 millones de euros y registró un EBITDA de 321 millones de euros.
En marzo de 2021 se estrenó en el IBEX 35.
Actualmente, la compañía cuenta con marcas muy reconocidas del sector, incluyendo Jandy®, AstralPool®, Polaris®, Cepex®, Zodiac®, CTX Professional® y Gre®.

## Líneas de negocio
Fluidra trabaja en el sector de las piscinas y wellness, fabricando y comercializando equipamiento de filtración, de bombeo, de desinfección y tratamiento del agua, de iluminación, de climatización, de revestimiento, así como elementos de decoración, junto a aplicaciones (APPs) que permiten un control remoto de la instalación.